# Phomopsis rusci
Phomopsis rusci är en svampart som först beskrevs av Westend., och fick sitt nu gällande namn av Grove 1935. Phomopsis rusci ingår i släktet Phomopsis och familjen Diaporthaceae.   Inga underarter finns listade i Catalogue of Life.